# 戴昕
戴昕（15世紀—15世紀），字景昇，號湛庵，南直隸松江府上海縣人，明朝政治人物。

## 生平
戴昕是正統十二年（1447年）丁卯科應天鄉試舉人，授臨漳知縣，成化二年（1466年）得上級奏保獲賜誥敕旌異，陞陳州知州，在當地興辦學校、粉飾陵寢、修繕古蹟，為政廉明仁恕，人們都感恩戴德，十一年（1475年）陞俸二級，陳州人為他立生祠，請求退休後進階朝列大夫。

## 家族
從弟天順八年進士戴春、景泰元年舉人戴曦。

## 引用
1. 1 2  同治《上海縣志·卷十八·人物一》：戴春，吳會人，字景元 號未庵，從弟曦，字景暉 號西谿……同領鄉薦，春天順七年進士……昕字景昇 號湛庵，正統十二年舉人，令臨漳，擢知陳州，均著政績，州人為立生祠，乞休歸，進朝列大夫。
2. ↑  同治《上海縣志·卷十五·選舉表上》：明……（正統）十二年丁卯科（舉人），解元周輿……戴昕 附戴春傳 戴春 昕從弟，見進士
3. ↑  《明憲宗純皇帝實錄·卷三十二》：（成化二年七月丁丑）吏部言各處巡撫巡按等官奏保府州縣正佐等官，陝西西安府知府余子俊等四十八員廉能公正撫字勤勞，乞賜誥敕旌異……臨漳縣知縣戴昕……
4. ↑  民國《淮陽縣志·卷三》：戴昕，江南上海人，領鄉薦，天順間仕臨漳令有聲，擢知陳州，興學校、飾陵寢、修古蹟，廉明仁恕，士民德之。
5. ↑  《明憲宗純皇帝實錄·卷一百四十五》：（成化十一年九月）辛亥命河南陳州知州戴昕復任，陞俸二級。